# Aviolet
Aviolet è una compagnia aerea charter serba con sede a Belgrado. È una consociata interamente controllata da Air Serbia e opera principalmente voli charter internazionali dalla Serbia.

## Storia
La compagnia aerea è stata fondata il 24 maggio 2014 come sussidiaria di Air Serbia. La maggior parte dei voli parte dall'aeroporto Nikola Tesla di Belgrado e sono effettuati da aerei ed equipaggi di Air Serbia.

## Destinazioni
Al 2021, la compagnia opera voli charter tra Bosnia ed Erzegovina, Egitto, Grecia, Italia, Serbia, Spagna, Tunisia e Turchia.

### Accordi di code-share
Aviolet ha accordi di code-share solo con la propria compagnia madre, Air Serbia.

## Flotta
A partire dal 2021 Aviolet non ha più in flotta alcun aereo di proprietà: tutti i suoi 3 Boeing 737-300 sono stati ritirati a inizio anno anche a causa della loro età avanzata. Nell'estate 2021 sono stati utilizzati velivoli della compagnia madre Air Serbia.